# جو غالاغير
جو غالاغير (بالإنجليزية: Joe Gallagher)‏ (11 يناير 1955 بليفربول في المملكة المتحدة - ) هو مدرب كرة قدم ولاعب كرة قدم بريطاني في مركزي قلب الدفاع والدفاع. شارك مع منتخب إنجلترا لكرة القدم الرديف. أما مع النوادي، فقد لعب مع برمنغهام سيتي ونادي بيرنلي ووست هام يونايتد ووولفرهامبتون واندررز ونادي هاليفاكس تاون وCastle Vale F.C. ‏ وPadiham F.C. ‏.

## وصلات خارجية
- جو غالاغير على موقع قاعدة بيانات كرة القدم.إي يو (الإنجليزية)